# Редди, Джая Пракаш
Джаяпракаш Редди (телугу జయప్రకాష్ రెడ్డి; 8 мая 1945, Сиривелла — 8 сентября 2020, Гунтур, Андхра-Прадеш) — индийский актёр, снимавшийся в фильмах на телугу.

## Биография
Родился в деревне Сиривелла округа Курнул в 1946 году.
Его отец был младшим инспектором, и из-за его работы семья часто переезжала, поэтому детство Редди прошло в разных местах региона Раяласима, таких как Неллор, Анантапур и Проддатур. Позже он переехал в Гунтур, где получил степень бакалавра и устроился преподавателем в муниципальную школу.
Одновременно с преподаванием в школе Редди играл в театре и вместе со своей труппой выступал во всех частях тогда единого Андхра-Прадеш. Во время выступления в спектакле «Gupchup» в Налгонде его заметил режиссёр Дасари Нараяна Рао и представил его продюсеру Даггубати Раманайду.
В их фильме Brahma Puthrudu (1988) Редди дебютировал как киноактёр.
За первые девять лет работы в кино он сыграл второстепенные роли менее чем в 10 фильмах. Актёрских гонораров не хватало, чтобы кормить семью, и Редди уже начал подумывать о том, чтобы оставить кинематограф и сосредоточится на преподавании.
Однако в этот момент Д. Раманайду предложил ему роль антагониста в своем фильме Preminchukundam Raa. Фильм стал блокбастером. Актёр сыграл в нём грозного фракциониста, а его раяласимский акцент получил всеобщее признание.
В 1999 году, после успеха фильма Samarasimha Reddy, Редди решил оставить преподавание и сосредоточиться на карьере в кино.
В конце 90-х — начале 2000-х годов он играл преимущественно отрицательные роли, и даже получил премию «Нанди» в категории «Лучший злодей» за роль Нарасимхи Найду в фильме Jayam Manadera.
Однако, начиная с Kabaddi Kabaddi 2003 года, он постепенно стал переходить к комедийным ролям, таким как подручный злодея или родственник, управляемый им. Некоторые из его персонажей изображались как «бывший злодей».
В «Непохищенная невеста 2» (2005) персонаж Редди пытается выдать свою дочь замуж за героя и прикрывает её многочисленные ошибки, часто с ущербом для себя самого. В Dhee (2007) актёр сыграл парализованного и не способного говорить дядю героини. Хотя у него нет ни одного диалога в фильме, Редди сумел рассмешить зрителей своей реакцией на влюблённую пару, которая даже не пытается скрываться перед ним.
Работая в кино, актёр не прекращал играть в театре.
В 2014 году он запустил серию спектаклей под названием «Nela Nela JP tho» в Гунтуре и руководил этим шоу в течение трех лет.
Он также поставил моноспектакль «Alexander», вдохновлённый фильмом Сунила Датта «Yaadein» (1964). Редди выступал с ним более 70 раз в Андхра-Прадеш и Телангане, а затем повторил роль в одноимённом фильме снятом по той же пьесе.
Актёр решил оставить кино в 2019 году. Он покинул Хайдарабад и поселился в Гунтуре со своим сыном.
Единственное исключение Редди сделал для фильма Sarileru Neekevvaru (2020) Анила Равипуди, который стал его последним появлением на экране.
Актёр скончался утром 8 сентября 2020 года в своём доме в Гунтуре в результате сердечного приступа.